# جعفر مشیرالدوله
میرزا سید جعفر حسینی از سیاستمداران و دیپلمات‌های ایران در عصر قاجار است. پدرش «میرزا محمدتقی وزیر» اصلیتی فراهانی داشت و در تبریز زیر دست میرزا بزرگ قائم‌مقام کار می‌کرد. وی هرچند وزیر خارجه نشد، ولی در قراردادهای سرحدی و تعیین حدود و ثغور کشور مستقیماً با ترکان عثمانی سینه به سینه بود و از این روی می‌بایست لقبی در این حد داشته باشد.
وی جزء دومین گروه (۴۰ نفر) از ایرانیانی بود که توسط عباس میرزا در سال ۱۸۱۵ میلادی (۱۲۳۰ هجری قمری) جهت تحصیل علم به اروپا فرستاده شد. پس از بازگشت به ایران، به کار تعلیم فنون ریاضی و مهندسی گماشته شد. به واسطهٔ حسن خدمت به لقب مهندس‌باشی ملقب شد. پس از مدتی به لقب مشیرالدوله سرافراز شد. سپس در بخش امور خارجه مشغول به کار شد. وی در سال ۱۸۳۶ به عنوان سفیر به عثمانی فرستاده شد و تا سال ۱۸۴۲ در این سمت خدمت کرد. پس از آن به دستور امیر کبیر به عنوان نماینده به آذربایجان فرستاده شد و چند ماه بعد در کمیسیون چهارجانبهٔ (ایران، بریتانیا، روسیه و امپراتوری عثمانی) جهت تعیین مرزهای ایران و عثمانی حاضر شد. پس از بازگشتش به ایران در سال ۱۸۵۳ مورد بی‌توجهی میرزا آقاخان نوری جانشین امیر کبیر قرار گرفت و تا زمان برکناری او در سال ۱۸۵۸ سمتی نداشت.
پس از برکناری میرزا آقاخان نوری و برچیده شدن مقام صدارت عظمی و تشکیل شورای دولت، به دستور ناصرالدین‌شاه به ریاست شورای دولت گماشته شد. متن فرمان شاه بدین شرح است:
چون مشیرالدوله را در صداقت و دولت‌خواهی بارها آزمایش فرموده‌ایم و کمال وثوق و اعتماد به کفایت و کاردانی او داریم، علی‌هذا ریاست شورای دولت را - که از امورات معظمه است - به عهدهٔ کفایت او محول می‌فرماییم، که در این امر روزبه‌روز صداقت و دولت‌خواهی و غیرت خود را به عرصهٔ ظهور رساند و بدان واسطه التفات و مرحمت ما را در حق خود بیفزاید. ششم شهر صفرالمظفر ۱۲۷۵
در سال ۱۲۷۶ ه‍. ق. با حفظ سمت به عنوان سفیر فوق‌العاده به بریتانیا فرستاده شد و در ربیع‌الاول ۱۲۷۷ (اکتبر ۱۸۶۰) به لندن رسید. در ذیحجهٔ ۱۲۷۷ (ژوئن ۱۸۶۱) بریتانیا را از بندر ساوت‌همپتون ترک گفت. پس از بازگشت به ایران در ۱۲۷۸ ه‍. ق. با حفظ سمت به عنوان نایب‌التولیهٔ حرم امام رضا برگزیده شد. وجود دو مأموریت سفارت بریتانیا و نیابت تولیت حرم امام رضا همزمان با عهده‌داری سمت «ریاست شورای دولت» نشانگر آن است که سمت ریاست شورای دولت تشریفاتی بوده است و اختیارات صدراعظم‌های گذشته را نداشته است.
فریدون آدمیت می‌نویسد: «مشیرالدوله آدم بصیر و آگاه و خیرخواهی بود - اما نه شخصیت میرزا تقی‌خان (امیرکبیر) را داشت، نه تدبیر و مهارت او را در فن گفتگوی سیاسی، نه چشم عاقبت‌نگر، و نه استقامت او را در برابر عثمانیان و انگلیسیان و روسیان و حتی دربار خود ایران».

## تالیفات
- رساله تحقیقات سرحدیه
- کتاب خلاصةالحساب